# Mala Klitînka, Kozeatîn
Mala Klitînka (în ucraineană Мала Клітинка) este un sat în comuna Polîciînți din raionul Kozeatîn, regiunea Vinnița, Ucraina.

## Demografie
Componența lingvistică a localității Mala Klitînka
     Ucraineană (100%)
Conform recensământului din 2001, toată populația localității Mala Klitînka era vorbitoare de ucraineană (100%).